# Джія Альмо
Джія Марі Альмо (англ. Gia Marie Allemand; 20 грудня 1983, Говард-Біч, штат Нью-Йорк — 14 серпня 2013, Новий Орлеан) — американська акторка, фотомодель та телевізійна персона.

## Біографія
Джія Марі Альмо народилася 20 грудня 1983 року у Говард-Біч (штат Нью-Йорк, США) у родині французького походження. У неї була сестра.

## Кар'єра
Джія почала свою кар'єру фотомоделлю у ранньому дитинстві у 1980-х роках.
2010 року Альмо прославилася участю у 14-му сезоні реаліті-шоу «The Bachelor». У 2011 та 2013 роках вона зіграла роль Шони Лейбовіц у короткометражних фільмах «Примарний шлях: Звіт Кінсі» та «Примарний шлях: Гумба — викрадач тіл в морзі», відповідно.
На момент смерті збиралася зіграти у декількох телесеріалах та пройшла кастинг на роль у фільмі про Джанні Руссо.

## Особисте життя
Джія знаходилася у фактичному шлюбі з баскетболістом Раєном Андерсоном.

## Смерть
12 серпня 2013 року Джія була госпіталізована до «University Hospital» у Новому Орлеані (штат Луїзіана, США) після спроби самогубства через повішення. 2 дні по тому, 14 серпня 2013 року, стало ясно, що мозок Альмо мертвий тому дівчину було відключено від апарату штучної підтримки життя, внаслідок чого вона померла у віці 29-ти років.

## Фільмографія
| Рік  |    | Українська назва                             | Оригінальна назва                                   | Роль          |
| ---- | -- | -------------------------------------------- | --------------------------------------------------- | ------------- |
| 2011 | кф | Примарний шлях: Звіт Кінсі                   | Ghost Trek: The Kinsey Report                       | Шона Лейбовіц |
| 2013 | кф | Примарний шлях: Гумба — викрадач тіл у морзі | Ghost Trek: Goomba Body Snatchers Mortuary Lockdown | Шона Лейбовіц |